# Glory days (revenusのアルバム)
『glory days』（グローリー・デイズ）は、日本のロック・バンドであるrevenusが2002年6月26日にリリースした1枚目のアルバムである。過去の全シングルと新曲を収録した。

## 収録曲
| 全作詞: 世古あき子、全作曲: 菅原サトル、全編曲: 菅原サトル、YOSHIKI&菅原サトル（M-4、M-9）。 |                      |            |            |      |
| #                                                                                            | タイトル             | 作詞       | 作曲・編曲 | 時間 |
| 1.                                                                                           | 「Heaven knows」     | 世古あき子 | 菅原サトル | 3:15 |
| 2.                                                                                           | 「Yellow Soda」      | 世古あき子 | 菅原サトル | 4:27 |
| 3.                                                                                           | 「Shiny Day」        | 世古あき子 | 菅原サトル | 5:44 |
| 4.                                                                                           | 「Flower」           | 世古あき子 | 菅原サトル | 5:14 |
| 5.                                                                                           | 「Happy Driving」    | 世古あき子 | 菅原サトル | 3:55 |
| 6.                                                                                           | 「東京ルネッサンス」 | 世古あき子 | 菅原サトル | 5:45 |
| 7.                                                                                           | 「free!free!free!」  | 世古あき子 | 菅原サトル | 3:45 |
| 8.                                                                                           | 「I know」           | 世古あき子 | 菅原サトル | 4:38 |
| 9.                                                                                           | 「千の瞳」           | 世古あき子 | 菅原サトル | 5:28 |
| 10.                                                                                          | 「アカシア」         | 世古あき子 | 菅原サトル | 5:44 |

## パーソネル
| - ミキシング・エンジニア：         | 杉山勇司、村田康治、ジョー・チッカレリ                                                     |
| - レコーディング・エンジニア：     | 杉山勇司、村田康治、ジョー・チッカレリ、タール・ミラー、 ジョン・X、サイモン・シュピーゲル |
| - マスタリング・エンジニア：       | 古川いち子（バーニーグランドマン・マスタリング）                                           |
| - アディショナル・ミュージシャン： | 渡辺等（チェロ）                                                                           |
| - ドラム・テクニシャン：           | 村上敦宏                                                                                   |
| - エグゼクティブ・プロデューサー： | YOSHIKI、森田秀美、北村篤織                                                                |